# Myzostoma moebianum
Myzostoma moebianum is een ringworm uit de familie Myzostomatidae.
Myzostoma moebianum werd in 1884 voor het eerst wetenschappelijk beschreven door Graff.